# پای چپ من
پای چپ من: داستان کریستی براون (به انگلیسی: My Left Foot: The Story of Christy Brown) فیلمی درام، محصول ۱۹۸۹ ایالات متحده آمریکا، به کارگردانی جیم شریدان و هنرنمایی دانیل دی-لوئیس است. دی لوئیس توانست اولین اسکار خود را با بازی در این فیلم کسب کند.

## داستان فیلم
این فیلم داستان زندگی کریستی براون است که مبتلا به فلج مغزی است و تنها می‌تواند پای چپ خود را حرکت دهد. فیلمنامهٔ این اثر اقتباسی است از کتابی به همین نام نوشتهٔ کریستی براون.

## جوایز
- این فیلم برندهٔ جایزه‌ی اسکار بهترین بازیگر نقش اول مرد برای دانیل دی-لوئیس و همچنین جایزه‌ی اسکار بهترین بازیگر نقش مکمل زن برای برندا فریکر شده‌است.[۱]
- جایزه‌ی بهترین فیلم حلقه‌ی منتقدان فیلم نیویورک در سال ۱۹۸۹ به فیلم پای چپ من اهدا شد.[۱]